# Melanoplusia
Melanoplusia là một chi bướm đêm thuộc họ Noctuidae.